# ザ・グレイテスト・ヒッツ アンブレイカブル
『ザ・グレイテスト・ヒッツ アンブレイカブル vol.1』 (Unbreakable - The Greatest Hits Vol. 1) は、アイルランドのグループ、ウエストライフの4枚目のアルバムで、初のベストアルバム。この作品はそれまでに発表されたほぼすべてのシングル曲と6曲の新曲で構成されている。イギリスやニュージーランドでは1位に輝いた。日本でもオリコンで18位に輝いている。

## 収録曲
1. 愛の誓い〜スウェアー・イット・アゲイン
2. イフ・アイ・レット・ユー・ゴー
3. フライング・ウィズアウト・ウィングス
4. アイ・ハヴ・ア・ドリーム
5. フール・アゲイン (2000リミックス)
6. 見つめて欲しい (with マライア・キャリー)
7. マイ・ラヴ (ラジオ・エディット)
8. アイ・レイ・マイ・ラヴ・オン・ユー
9. アップタウン・ガール (ラジオ・エディット)
10. クイーン・オブ・マイ・ハート (ラジオ・エディット)
11. ワールド・オブ・アワ・オウン (USミックス)
12. ボップ・ボップ・ベイビー
13. ホエン・ユア・ルッキング・ライク・ザット (シングル・リミックス)
14. アンブレイカブル (シングル・リミックス)
15. リトン・イン・ザ・スターズ
16. ハウ・ダズ・イット・フィール
17. トゥナイト
18. ラヴ・テイクス・トゥー
19. ミス・ユー・ナイツ
20. フライング・ウィズアウト・ウィングス (feat. BoA)